# Otto Hohlt
Otto Hohlt (geboren 26. Januar 1889 in Santo Domingo in Westindien; gestorben 1. Februar 1960 in Katzbach bei Rott am Inn) war ein deutscher Grafiker, Bildhauer und Keramiker.

## Leben

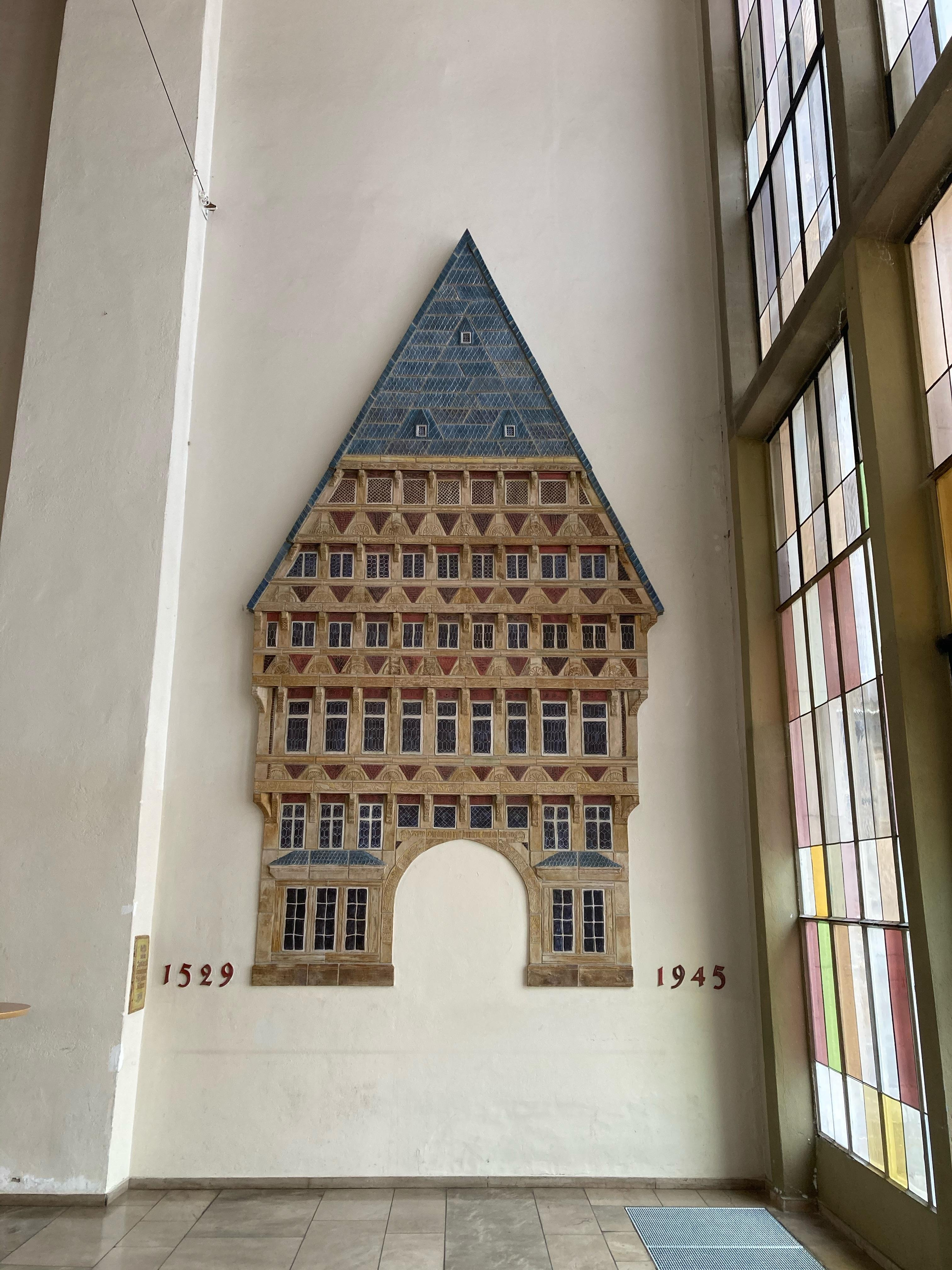
Das Hildesheimer Knochenhaueramtshaus als Keramikrelief im dortigen Rathaus, 1954 gestiftet von der IHK Süd-Hannover Hildesheim

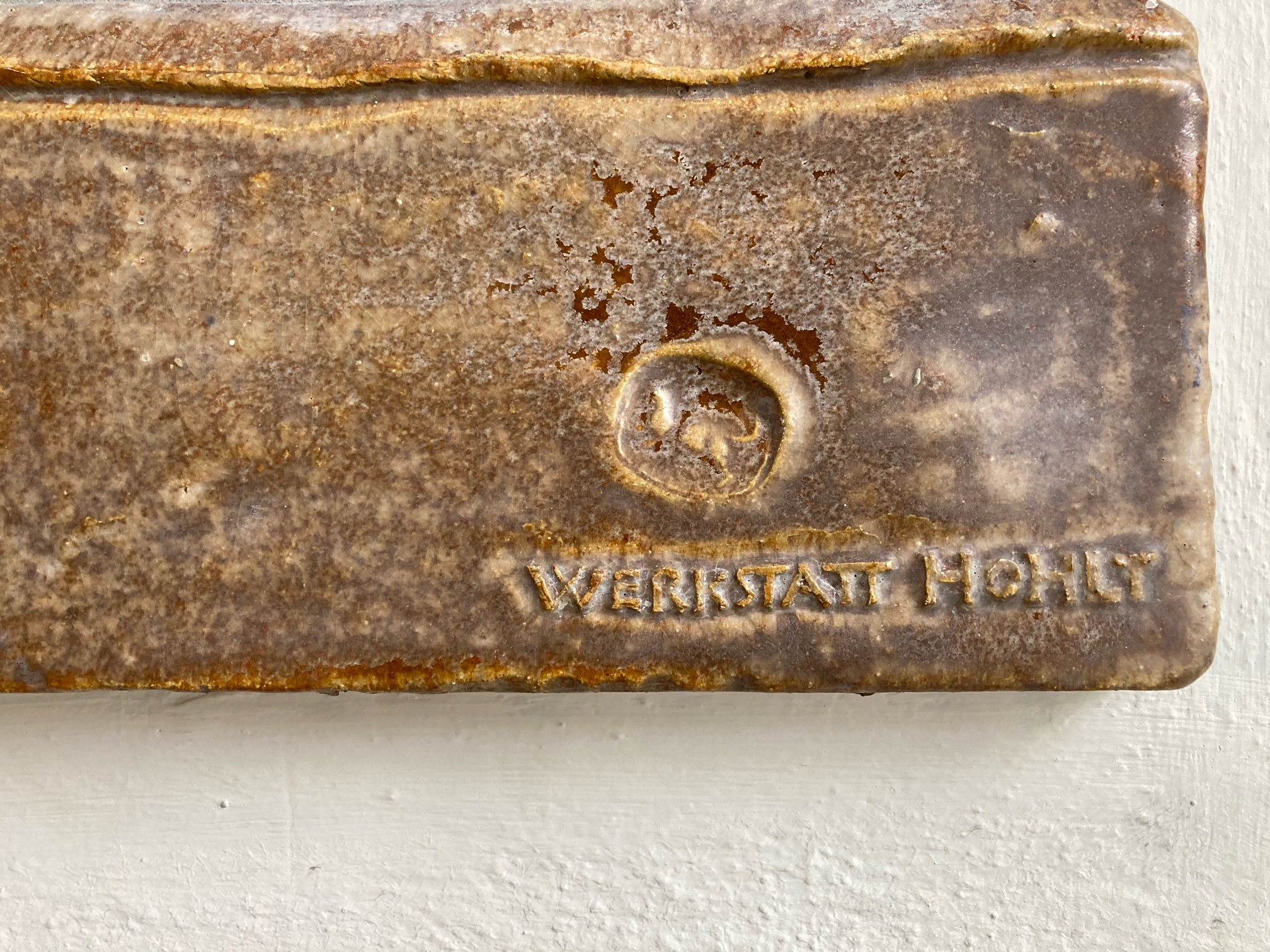
Detail des Hildesheimer Keramikreliefs mit dem Hinweis auf die „Werkstatt Hohlt“

Der in der Karibik geborene Otto Hohlt verlebte den Großteil seiner Jugend in Norddeutschland und legte 1907 sein Abitur in Hannover ab. Nach einem Jahr in London durchlief er ab 1909 eine künstlerische Ausbildung in München an der von Wilhelm von Debschitz gegründeten, reformorientierten Debschitz-Schule und studierte anschließend an der Münchener Akademie der Bildenden Künste.
Danach war Otto Hohlt als Bildhauer und als Grafiker im Stil des Expressionismus tätig. 1914 bis 1918 musste er Kriegsdienst leisten. Seit 1923 lebte er mit seiner Frau Margarete auf einem abgelegenen Anwesen im oberbayerischen Unterkatzbach bei Rott am Inn und arbeitete hier im eigenen Atelier.
1937 wurde in der Nazi-Aktion „Entartete Kunst“ aus dem Provinzial-Museum Hannover sein expressionistisches Aquarell „Nähende Frau“ (25 × 17 cm) beschlagnahmt. Es ging 1944 zur „Verwertung“ auf dem internationalen Kunstmarkt an den Kunsthändler Bernhard A. Böhmer, konnte aber nach 1945 sichergestellt werden und befand sich 2018 zur Restitution im Kulturhistorischen Museum Rostock.
Das Atelier Hohlts wurde ab 1945, der Not der Zeit geschuldet, zur für ihre keramischen Gefäße und Reliefs später bekannt gewordenen Töpferei „Werkstatt Hohlt“. Die „Werkstatt Hohlt“ führte Otto Hohlt gemeinsam seinen beiden Söhnen Albrecht Hohlt und Görge Hohlt, die sich zunächst autodidaktisch Technik und Wissen des Handwerks der Töpferei aneigneten. Nach dem Tod von Vater und Bruder im Jahr 1960 wurde die Katzbacher Werkstatt ab 1965 vom jüngeren Sohn Görge Hohlt, der in der Zwischenzeit einen Abschluss als Keramikingenieur an der keramischen Fachschule in Höhr-Grenzhausen erworben hatte und einige Jahre in der keramischen Industrie tätig gewesen war, alleine weitergeführt.
Unter den deutschen Keramikern stach Otto Hohlt als „sehr originelle, unkonventionelle Erscheinung“ heraus.

## Bekannte Werke (Auswahl)
- nach 1945: Ausführung der 5 Meter hohen Keramikwand für das Rathaus Hildesheim[2]